# Nazionale femminile di pallavolo delle Fær Øer
La nazionale femminile di pallavolo delle Fær Øer è una squadra europea composta dalle migliori giocatrici di pallavolo delle Fær Øer ed è posta sotto l'egida della Federazione pallavolistica delle Fær Øer.

## Rosa
Segue la rosa delle giocatrici convocate per l'European Silver League 2024.
| N° | Nome                            | Ruolo | Data di nascita   | Squadra     |
| -- | ------------------------------- | ----- | ----------------- | ----------- |
| 1  | Johanna Christiansdóttir        | S     | 19 agosto 2003    | TB Tvøroyri |
| 3  | Janna Falkvard                  | P     | 23 febbraio 2002  | Ikast       |
| 4  | Anja Sonnedóttir Danielsen      | S     | 20 settembre 1992 | Fleyr       |
| 5  | Kristina Østerø Knudsen         | L     | 28 marzo 1998     | Fleyr       |
| 6  | Henrikka Jacobsen               | S     | 20 gennaio 2002   | Dráttur     |
| 8  | Milja Silvansdóttir             | O     | 24 marzo 2004     | KÍF         |
| 9  | Sirið Samson                    | C     | 15 giugno 1997    | Mjølnir     |
| 10 | Sesilia Prior                   | C     | 22 ottobre 2000   | KÍF         |
| 11 | Jakobina Joensen                | L     | 8 giugno 2002     | Ikast       |
| 12 | Anna Arnholdsdóttir             | C     | 26 giugno 2003    | Mjølnir     |
| 13 | Rebekka Osberg Højsted          | P     | 12 dicembre 2003  | Mjølnir     |
| 14 | Ingibjørg Sigridardóttir Muller | O     | 6 febbraio 2003   | Ikast       |
| 15 | Elsa Samulesen                  | O     | 15 aprile 2000    | Førde       |
| 16 | Nicola Toftegaard               | S     | 8 marzo 2006      | Mjølnir     |

## Risultati

### Competizioni CEV
| 2000 | 8º posto        | Convocazioni |
| 2002 | non qualificata | -            |
| 2004 | non qualificata | -            |
| 2007 | non qualificata | -            |
| 2009 | non qualificata | -            |
| 2011 | non qualificata | -            |
| 2013 | non qualificata | -            |
| 2015 | 4º posto        | Convocazioni |
| 2017 | 5º posto        | Convocazioni |
| 2019 | 3º posto        | Convocazioni |
| 2022 | 3º posto        | Convocazioni |
| 2023 | non qualificata | -            |
| 2024 | non qualificata | -            |

| 2018 | non qualificata | -            |
| 2019 | non qualificata | -            |
| 2021 | non qualificata | -            |
| 2022 | non qualificata | -            |
| 2023 | 7º posto        | Convocazioni |
| 2024 | 8º posto        | Convocazioni |
| 2025 | 9º posto        | Convocazioni |